# Enrico Piceni
Enrico Piceni (Milano, 26 marzo 1901 – Milano, 28 maggio 1986) è stato un critico d'arte, critico teatrale e traduttore italiano.

## Biografia
Nato da Pompeo Piceni e Amelia Andrizzoia, già dagli anni liceali mostrò una propensione alla scrittura e collaborò intensamente alla redazione di Fiamma Verde, occupandosi inizialmente di critica teatrale, contribuendo con recensioni di spettacolo per la rivista Industrie italiane illustrate. Rassegna della produzione italiana. Nel luglio 1921 ottenne il diploma al liceo classico e, nel biennio seguente, proseguì la sua attività di critico teatrale, scrivendo per L'Ambrosiano; interrotto il lavoro per adempire agli obblighi di leva, nel 1924 rientrò a Milano e nel gennaio 1925 venne assunto dalla Arnoldo Mondadori Editore come capo ufficio stampa. Già nel 1926 apporta importanti contributi: fonda le collane Le Scie e I centomila (quest'ultima insieme a Valentino Bompiani). Avanzò presto nella gerarchia aziendale fino a divenire condirettore editoriale; diresse la collana I maestri italiani dell'800, data la sua passione per la pittura e in particolare per i dipinti italiani del secondo Ottocento.
La sua attività di traduttore fu intensa e prolifica; aveva iniziato nel 1924 per Imperia e aveva continuato nel 1925 per le Edizioni Alpes di Cesare Giardini, per poi, una volta entrato in Mondadori, dedicarsi a tradurre in italiano romanzi di vari autori, dall'inglese e dal francese, anche sotto diversi pseudonimi (il principale dei quali è "Enrico Andri"). Arnoldo Mondadori, nel 1929, decise di aprire la casa editrice ai romanzi polizieschi, fino ad allora poco pubblicati in Italia: il primo romanzo cosiddetto "giallo" fu La strana morte del signor Benson, tradotto da Piceni. La stessa denominazione "giallo" fu un'idea di Piceni, che fu apprezzata da Mondadori che decise di adottarla per la collana di polizieschi. Nel 1935 terminò la sua collaborazione con Mondadori, almeno a livello dirigenziale perché proseguì di fatto a tradurre negli anni seguenti, e si dedicò sempre più all'arte, organizzando mostre e scrivendo, come critico d'arte, per varie testate, tra cui Candido (1950-1961) e il Corriere d'Informazione.
Come critico e appassionato d'arte si dedicò particolarmente a Federico Zandomeneghi, di cui peraltro aveva curato il volume monografico che aveva aperta la collana I maestri italiani dell'800 nel 1932, Giuseppe De Nittis e Giovanni Boldini. Sua principale area d'interesse era la pittura dell'Ottocento italiano, e in special modo i pittori lombardi: e su questi pubblicò vari volumi per l'editore bustocco Bramante; per l'editore torinese Bolaffi diresse la redazione del catalogo della pittura italiana dell'800.

## Opere
Ghirlanda per Charlot, Scheiwiller, Milano, 1931, 300 esemplari numerati 

### Curatele
- La ghirlanda, Milano, Unitas, 1926 (con Fernando Palazzi)
- La bancarella delle novità, Milano, Alpes, 1928
- Aria di Parigi, Milano, Bompiani, 1930 (con Angelo Frattini)
- Giuseppe De Nittis, Roma, Istituto Luce, 1932
- Zandomeneghi, Milano, Mondadori, 1932
- Eterno femminino '800, Milano, All'insegna del pesce d'oro, 1942
- Auguste Renoir, Milano, Hoepli, 1945
- La pittura a Milano dal 1815 al 1915, Milano, Fondazione Treccani degli Alfieri, 1960
- Dieci anni tra quadri e scene, Milano, Bramante, 1961
- Pittura lombarda dell'Ottocento, Milano, Cassa di risparmio delle province lombarde, 1969
- Tra libri e quadri, Milano, Ceschina, 1971
- Gaetano Sperati, Milano, Ponte rosso, 1973
- De Nittis. L'uomo e l'opera, Busto Arsizio, Bramante, 1979
- Zandomeneghi. L'uomo e l'opera, Busto Arsizio, Bramante, 1979
- Giorgio Belloni, Busto Arsizio, Bramante, 1980
- Boldini. L'uomo e l'opera, Busto Arsizio, Bramante, 1981

### Traduzioni
- Théophile Gautier, Gianni e Giannina, Milano, Imperia, 1924
- Emily Brontë, La Tempestosa, Milano, Alpes, 1925
- Edouard Ramond, La vita amorosa di Rodolfo Valentino, Milano, Mondadori, 1926
- Maurice Maeterlinck, La vita delle termiti, Milano, Mondadori, 1927
- Théophile Gautier, Io e le mie bestie, Roma, Formiggini, 1928
- Alphonse Allais, Racconti idioti, Roma, Formiggini, 1928
- Alphonse Allais, L'affare Blaireau, Milano, Maia, 1928
- S.S. Van Dine, La strana morte del signor Benson, Milano, Mondadori, 1929
- Maurice Maeterlinck, La vita delle formiche, Milano, Mondadori, 1930
- Alphonse Allais, Il capitano Cap, Milano, Corbaccio, 1930
- S.S. Van Dine, La canarina assassinata, Milano, Mondadori, 1931
- Jacques Deval, Servizio sedentario, Milano, Mondadori, 1931
- S.S. Van Dine, La dea della vendetta, Milano, Mondadori, 1932
- André Maurois, Sua figlia, Milano, Mondadori, 1932
- Henri-Alain Fournier, Il grande amico, Milano, Mondadori, 1933
- Marcel Prévost, Maria la spagnola, Milano, Mondadori, 1933
- André Maurois, Bernardo Quesnay, Milano, Mondadori, 1933
- Agatha Christie, Aiuto, Poirot!, Milano, Mondadori, 1934
- S.S. Van Dine, Il mistero del drago, Milano, Mondadori, 1934
- Colette, L'ancora. Tra le quinte del caffè concerto, Milano, Mondadori, 1934 (con Carola Prosperi)
- Colette, La gatta. Sette dialoghi di bestie, Milano, Mondadori, 1935
- S.S. Van Dine, Signori, il gioco è fatto!, Milano, Mondadori, 1935
- François Mauriac, I due romanzi di Teresa Desqueyroux, Milano, Mondadori, 1935
- Marcel Prévost, Clarissa e sua figlia, Milano, Mondadori, 1935
- Pierre Benoît, La signora del West, Milano, Mondadori, 1936
- Agatha Christie, I sette quadranti, Milano, Mondadori, 1936
- S.S. Van Dine, Il mistero della casa giardino, Milano, Mondadori, 1936
- Rufus King, Il dramma del Florida, Milano, Mondadori, 1936
- André Maurois, Tre ritratti. Voltaire, Dickens, Turghenief, Milano, Mondadori, 1936
- Faith Baldwin, Gente dell'altro mondo, Milano, Mondadori, 1937
- Mignon G. Eberhart, L'elefante di giada, Milano, Mondadori, 1937
- Henri Duvernois, Il romanzo di cinque ragazze, Milano, Mondadori, 1937
- François Mauriac, Gli angeli neri, Milano, Mondadori, 1937
- André Maurois, L'istinto della felicità, Milano, Mondadori, 1937
- Jacques de Lacretelle, Alessio, Milano, Mondadori, 1937
- Margaret Mitchell, Via col vento, Milano, Mondadori, 1937 (con Ada Salvatore)
- Erle Stanley Gardner, Perry Mason e le zampe di velluto, Milano, Mondadori, 1937
- S.S. Van Dine, Sequestro di persona, Milano, Mondadori, 1937
- Agatha Christie, Due mesi dopo, Milano, Mondadori, 1938
- Clifford Henry Benn Kitchin, La morte di mia zia, Milano, Mondadori, 1938
- Erle Stanley Gardner, Perry Mason e il cane molesto, Milano, Mondadori, 1938
- Erle Stanley Gardner, Perry Mason e il mistero del gatto grigio, Milano, Mondadori, 1938
- Erle Stanley Gardner, Perry Mason e la cliente misteriosa, Milano, Mondadori, 1938
- Erle Stanley Gardner, Perry Mason e la strana sposina, Milano, Mondadori, 1938
- Erle Stanley Gardner, Perry Mason e le caviglie d'oro, Milano, Mondadori, 1938
- Erle Stanley Gardner, Perry Mason e l'ereditiera bizzarra, Milano, Mondadori, 1938
- Rosamond Lehman, Tempo d'amore, Milano, Mondadori, 1938
- André Maurois, Storia d'Inghilterra, Milano, Mondadori, 1938
- André Armandy, Per la principessa, Milano, Mondadori, 1939
- James Hilton, Addio, Mister Chips!, Milano, Mondadori, 1939
- Annemarie Selinko, Ero una brutta figliola, Milano, Mondadori, 1939
- Charles Dickens, Davide Copperfield, Milano, Mondadori, 1939
- S.S. Van Dine, L'ultima avventura di Philo Vance, Milano, Mondadori, 1939
- Erle Stanley Gardner, Perry Mason e gli occhi di vetro, Milano, Mondadori, 1939
- Erle Stanley Gardner, Perry Mason e la nave bisca, Milano, Mondadori, 1939
- Erle Stanley Gardner, Perry Mason e la nipote del sonnambulo, Milano, Mondadori, 1939
- Agatha Christie, Poirot e i quattro, Milano, Mondadori, 1939
- Agatha Christie, Poirot sul Nilo, Milano, Mondadori, 1939
- Agatha Christie, Il Natale di Poirot, Milano, Mondadori, 1940
- Erle Stanley Gardner, Perry Mason e il canarino zoppo, Milano, Mondadori, 1940
- Erle Stanley Gardner, Perry Mason e la signora cleptomane, Milano, Mondadori, 1940
- Christopher Morley, Tuono a sinistra, Milano, Mondadori, 1940
- Agatha Christie, La parola alla difesa, Milano, Mondadori, 1941
- Erle Stanley Gardner, Perry Mason e la banconota da 10.000 dollari, Milano, Mondadori, 1941
- François Mauriac, La farisea, Milano, Mondadori, 1946
- André Maurois, Chateaubriand, Milano, Mondadori, 1946
- Prosper Mérimée, Carmen e Mosaico, Milano, Rizzoli, 1949
- Prosper Mérimée, Colomba e La venere d'Ille, Milano, Rizzoli, 1950
- Anatole France, Il giglio rosso, Milano, Rizzoli, 1950
- Julien Green, Essere un altro, Milano, Mondadori, 1951
- Anatole France, Il delitto dell'accademico Silvestro Bonnard, Milano, Rizzoli, 1953
- Christopher Morley, Il parnaso ambulante, Milano, Garzanti, 1953
- Minou Drouet, Albero amico, Milano, Mondadori, 1957
- Georges Bernanos, Un delitto, Milano, Mondadori, 1961